# Milwalt

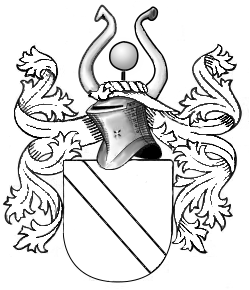
Wappen derer von Milwalt (Tinkturen unbekannt)

Die Herren von Milwalt waren ein edelfreies Adelsgeschlecht mit Besitz und Privilegien am Mittelrhein und im Hunsrück.

## Wappen
Schrägbalken (Tinkturen unbekannt). Möglicherweise bestanden verwandtschaftliche Beziehungen zu den Herren von Ehrenberg, die in Blau einen goldenen Schrägbalken führten. Die beiden Geschlechter traten mehrmals gemeinsam in Urkunden auf.

## Geschichte

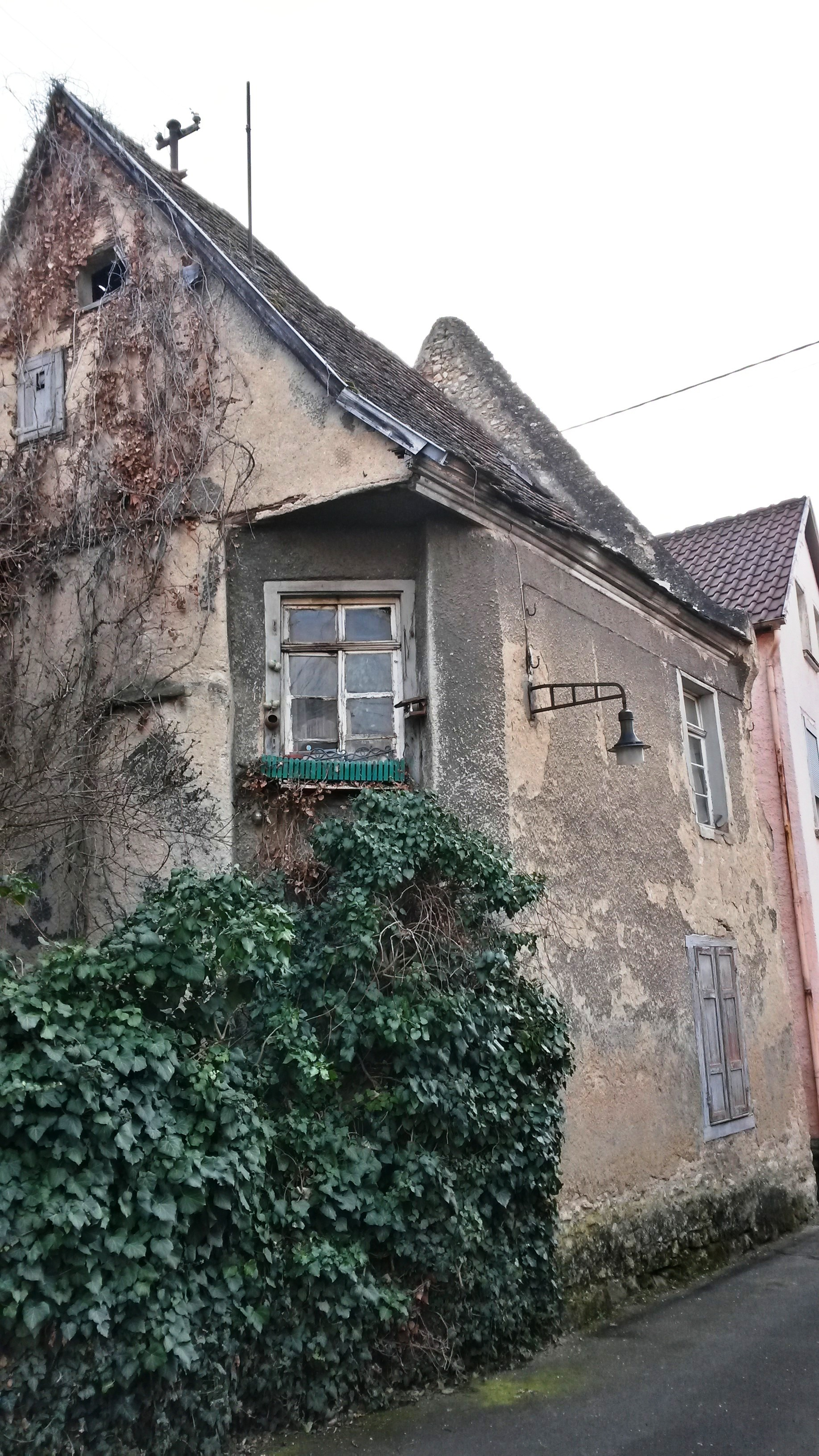
Ehemalige Spitalkapelle St. Jodokus (St. Jost) in Ingelheim, gestiftet von Elisabeth, Witwe des Johann von Milwalt

Das Geschlecht erscheint mit Heinrich von Mylwalt 1189 zum ersten Mal, dabei in gleich zwei Urkunden des Kölner Erzbischofs Philipp.
Die Familie hatte zusammen mit der Adelsfamilie derer von Walebach (später Frey von Pfaffenau) das Patronat über die Liebfrauenkirche in Oberwesel und in Teilen das zugehörige Zehntrecht inne. Ihnen stand die Besetzung von je drei Kanonikaten des am 26. Dezember 1258 gegründeten Kollegiatstiftes zu.
Die Familie war des Öfteren in Konflikte verwickelt. Beispielsweise besetzten Werner von Milwalt und seine Brüder das pfalzgräfliche Kaub, mussten jedoch laut einer Urkunde vom 15. April 1289 dem Pfalzgrafen Ludwig alle dadurch entstandenen Schäden ersetzen. Der Wepeling Dietrich von Milwalt war an den Ausschreitungen auf der Schönburg beteiligt, bei denen am 17. August 1341 Werner von Schönburg genannt Randeck und Anton Wissmann von Schönburg getötet wurden. Am 14. Februar 1436 sagte Johann von Milwalt dem Grafen von Katzenelnbogen die Fehde an. Infolgedessen geriet er 1438 in Gefangenschaft und wurde erst nachdem er gelobt hatte, nichts mehr gegen den Grafen zu unternehmen, als dessen Mann angenommen.
Im Jahr 1387 stiftete Elisabeth, Witwe des Johann von Milwalt, zusammen mit dem Priester Werner von Idstein die Kapelle St. Jodokus in Ingelheim. Die Güter waren wohl im Jahr 1369 durch Kauf an Johann und seine Frau gekommen. Die Kapelle wurde später Teil eines Hospitals.
Das Geschlecht scheint Mitte des 15. Jahrhunderts ausgestorben zu sein. Am 8. Dezember 1455 führt der Trierische Erzbischof Jakob in einem Schreiben an den Grafen Philipp von Katzenelnbogen Klage gegen Johann Heiderich von Lorch genannt Milwald, da dieser nach dem Tod der ohne leibliche Lehenserben verstorbenen Johann von Milwalt und Hermann Frey von Pfaffenau deren Anteile am Zehntrecht sowie das Patronatsrecht über die Liebfrauenkirche an sich genommen habe, ohne diese Rechte vom Erzstift Trier zu empfangen, dem sie nach dem Aussterben der beiden Geschlechter gehörten. Im Folgenden fallen diese Rechte an das Geschlecht von der Leyen.

## Stammsitz
Der Stammsitz des Geschlechtes wird 1262 zum ersten und einzigen Mal genannt, und zwar als Hermann von Milwalt und seine Familie den Grafen von Katzenelnbogen ihre Burg zu Lehen auftragen. Hierbei wird ihre Lage nicht erwähnt.
Es existieren verschiedenste Vermutungen über den Ort dieser Burg, welche von Miellen oder Miehlen über „zwischen Rheinfels und Oberwesel“ und „einem Hof Mühlwald bei Oberwesel“ bis zum Ort Mühlpfad im Hunsrück reichen.
Neuere Ausführungen nennen die Alte Burg bei Laudert als möglichen Stammsitz der Familie. Hierfür sprechen die Besitzungen in direkter Nähe (das Dorf Maisborn war Anfang des 14. Jahrhunderts Eigentum der Adelsfamilie, bevor Wepeling Theoderich von Milewald 1330 das halbe Dorf und 1333 die Gerichtsbarkeit zu Mensborn Kurtrier zu Lehen auftrug) und die Zehntrechte in Laudert und umliegenden Orten sowie die engen Beziehungen zum nahen Oberwesel und den dort ansässigen Adelsfamilien wie den von Schönburg. Auch dürften engere Beziehungen zum Geschlecht derer von Braunshorn bestanden haben, da sie in den Urkunden oft gemeinsam als Zeugen auftreten. Dafür spricht auch, dass in einer Urkunde aus dem Jahre 1189 ein Gundolf als ein Verwandter Heinrich v. Milwalts genannt wird. Gundolf war auch der Name des ersten urkundlich bekannten Braunshorners im Jahre 1098 und kam praktisch nur bei diesem Geschlecht vor. Die Stammburg der Braunshorner liegt nur wenige Kilometer von Laudert entfernt.